# Лопухов, Степан Михайлович
Степа́н Миха́йлович Лопухо́в (6 августа 1901, пос. Никольская Пестровка — неизвестно) — советский военный деятель, полковник (1944 год).

## Биография
Степан Михайлович Лопухов родился 6 августа 1901 года в посёлке Никольская Пестровка.

### Гражданская война
В апреле 1920 года был призван в ряды РККА и направлен на учёбу на Симбирские пехотные, а затем — на 38-е Пятигорские командные курсы, после окончания которых в декабре того же года был назначен на должность командира взвода в 107-м стрелковом полку, после чего принимал участие в боевых действиях на Западном и Юго-Западном фронтах во время советско-польской войны.

### Межвоенное время
В мае 1921 года был направлен на учёбу в Высшую тактико-стрелковую школу, после окончания которой в сентябре 1922 года был назначен на должность помощника начальника пулемётной команды 64-х Феодосийских пехотных командных курсов, в марте 1923 года — на должность политрука учебного батальона Высшей тактико-стрелковой школы комсостава, в сентябре того же года — на должность командира роты и помощника командира батальона 250-го стрелкового полка, дислоцированного в Белеве, а в апреле 1926 года — на должность старшего помощника начальника и начальника оперативной части штаба 84-й стрелковой дивизии, дислоцированной в Туле.
В мае 1930 года был направлен на учёбу в Военную академию имени М. В. Фрунзе, после окончания которой в мае 1933 года был назначен на должность начальника сектора разведывательного отдела штаба Белорусского военного округа, в июне 1935 года — на должность начальника штаба 128-го стрелкового полка (43-я стрелковая дивизия), а в апреле 1936 года — на должность помощника начальника разведывательного отдела штаба Белорусского военного округа.
В декабре 1937 года Степан Михайлович Лопухов был уволен в запас, однако 23 апреля 1940 года по личному ходатайству заместителя наркома обороны СССР Е. А. Щаденко восстановлен в рядах РККА «как несправедливо уволенный» с оставлением на работе в органах советской власти.

### Великая Отечественная война
В августе 1941 года Лопухов был вновь призван в ряды РККА и в сентябре назначен на должность старшего помощника начальника отдела боевой подготовки штаба Московского военного округа.
В ноябре был назначен на должность начальника штаба 46-й стрелковой бригады, которая успешно действовала в районе города Яхрома. Вскоре во время битвы под Москвой бригада вела боевые действия в районе городов Дмитров, Лобня и Солнечногорск, а затем принимала участие в ходе Клинско-Солнечногорской и Ржевско-Вяземской наступательных операций. В середине января 1942 года бригада была выведена в резерв Ставки Верховного Главнокомандования и в апреле участвовала в ходе Демянской операции, а с июля вела оборонительные боевые действия в районе реки Ловать восточнее города Старая Русса.
С октября 1942 года служил в составе Невской оперативной группы (Ленинградский фронт).
В октябре 1943 года был назначен на должность начальника оперативного отдела штаба 99-го стрелкового корпуса, который находился в резерве Ставки Верховного Главнокомандования, а с марта 1944 года принимал участие в боевых действиях в ходе Ленинградско-Новгородской, Псковско-Островской и Рижской наступательных операций.
В сентябре 1944 года был назначен на должность начальника штаба и одновременно с 10 сентября по 13 ноября временно исполнял должность командира 135-го стрелкового корпуса, который находился на формировании в составе 32-й армии (Карельский фронт). С января 1945 года корпус принимал участие в боевых действиях в ходе Будапештской наступательной и Балатонской оборонительной операций.
В апреле 1945 года был назначен на должность начальника оперативного отдела штаба 3-го Украинского фронта.

### Послевоенная карьера
После окончания войны в 1945 году был назначен на должность заместителя начальника оперативного отдела штаба Таврического военного округа.
Полковник Степан Михайлович Лопухов в августе 1946 года вышел в запас.

## Награды
- Орден Красного Знамени;
- Два ордена Отечественной войны 1 степени и один орден — 2 степени;
- Орден Красной Звезды;
- Медали.